# Eibsee
Le lac d'Eibsee (en allemand : Eibsee) est un lac en Bavière, en Allemagne, à 9 km au sud-ouest de Garmisch-Partenkirchen et à environ 100 km au sud-ouest de Munich. À une altitude de 973,28 m, sa superficie est de 177,4 ha. L'Eibsee est à la base de la Zugspitze (2962 m), la plus haute montagne d'Allemagne.
Le nom Eibsee dérive de l'if (en allemand : Eibe), qui semble avoir été auparavant courant autour du lac. Aujourd'hui, des ifs ne se trouvent que de façon sporadique au bord du lac.
Il y a 8 îles : Almbichl, Ludwigsinsel, Scheibeninsel, Maximiliansinsel, Schönbichl, Braxeninsel, Sasseninsel, Steinbichl

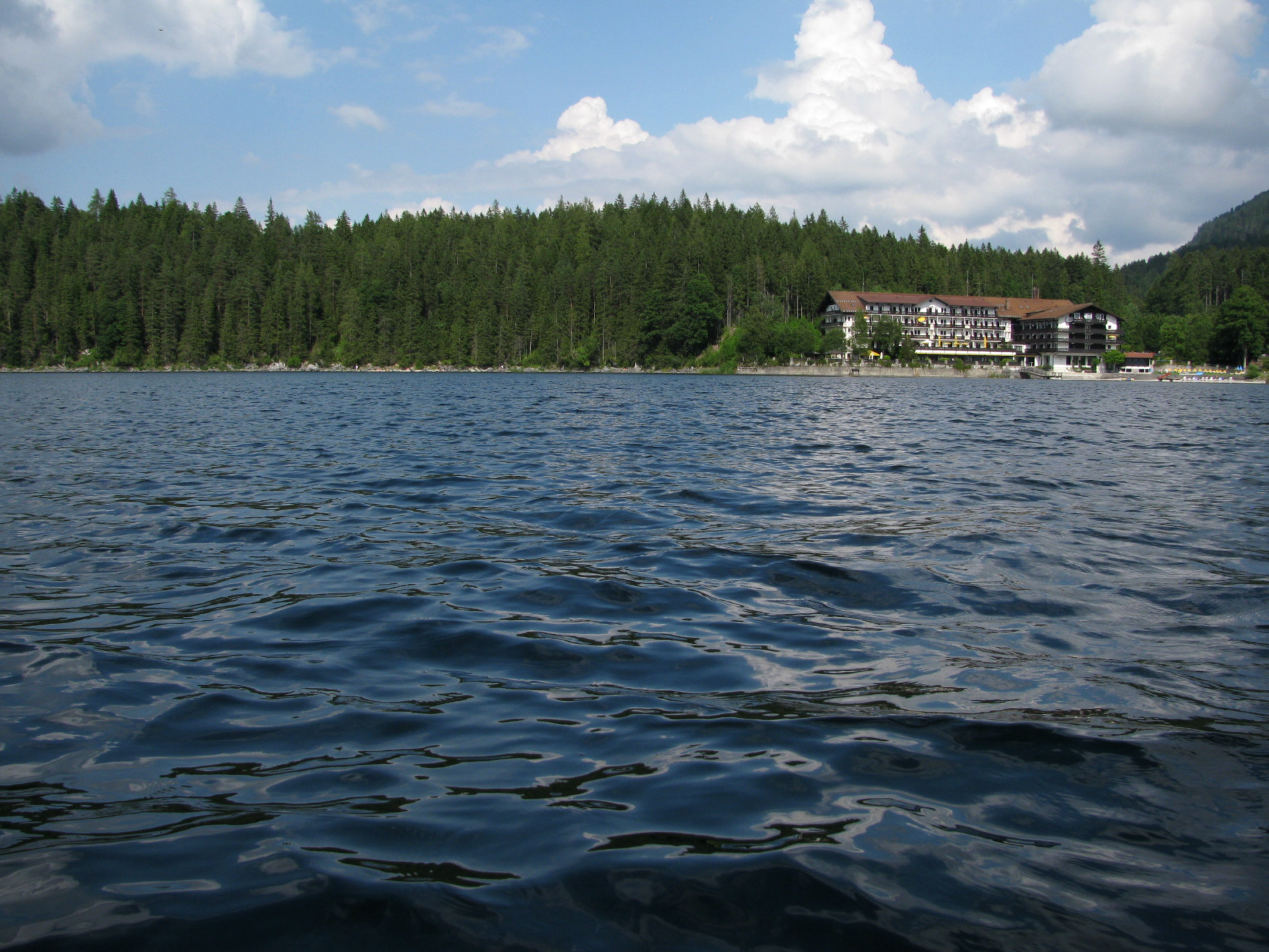
Le lac avec l'hôtel

Tourisme / circulation : Les bus voyagent régulièrement à partir de la gare de Garmisch-Partenkirchen à Eibsee (Grainau). Le lac est en propriété privée. En 1913, un petit hôtel a été construit, qui a ensuite été élargi à un hôtel de montagne avec une capacité de 200 lits.
Voir aussi
- Grainau
- Chemin de fer de la Zugspitze
- Wetterstein (partie des préalpes orientales septentrionales)